# Международный кинофестиваль в Вальядолиде
Международный кинофестиваль в Вальядолиде (исп. Semana Internacional de Cine de Valliadolid; Seminci) — международный кинофестиваль, ежегодно проходящий в испанском городе Вальядолиде.
Фестиваль имеет более чем полувековую историю, ведущую отсчёт с 1956 года, когда впервые была проведена Неделя религиозного кино в Вальядолиде (Semana de Cine Religioso de Valladolid) .
Фестиваль знакомит испанского зрителя с лучшими достижениями мирового киноискусства. В разные годы в конкурсной программе участвовали работы режиссёров Ингмара Бергмана, Луиса Буньюэля, Франсуа Трюффо, Анджея Вайды, Федерико Феллини, Эрманно Ольми, Йылмаза Гюнея, Роберто Росселлини, Макса Офюльса, Стэнли Донена, Кена Лоуча, Кэндзи Мидзогути, Ясудзиро Одзу, Ника Парка и многих других.
Победителям с 1974 года вручается главная награда фестиваля — «Золотой колос», сменившая существовавшие до этого призы «Дон Боско» и «Лабарум». Первым обладателем почётного приза стал фильм Жюля Дассена «Тот, которому предстоит умереть» (1958).
В последующем были добавлены номинации в категориях за лучшую мужскую роль, за лучшую женскую роль, лучший сценарий, лучший режиссёрский дебют, лучшую работу оператора. Отдельные номинации предусмотрены для короткометражных лент. Собственную награду присуждает специальное фестивальное жюри.